# Докер, Митчелл
Митчелл Докер (англ. Mitchell Docker, род. 2 октября 1986 в Мельбурне, Австралия) — австралийский профессиональный шоссейный велогонщик, выступающий с 2017 года за команду «EF Pro Cycling».

## Достижения
2005
8-й — Herald Sun Tour
2007
1-й на этапе 3 — Tour de Hokkaido
2008
1-й на этапе 5 — Тур Восточной Явы
2-й — Drie Zustersteden
6-й — Тур Лангкави
2009
2-й — Halle–Ingooigem
5-й — Rund um die Nürnberger Altstadt
2010
1-й на этапе 3 — Route du Sud
4-й — Delta Tour Zeeland
1-й на этапе 1
5-й — Три дня Западной Фландрии
2011
6-й — Гент — Вевельгем
2013
1-й — Bay Classic Series Williamstown
2014
1-й на этапе 1 (ТТТ) — Джиро д’Италия
2017
4-й Hong Kong Challenge
9-й Дварс дор Фландерен

### Гранд-туры
| Гранд-тур       | 2012 | 2013 | 2014 | 2015 | 2016 | 2017 | 2018 |
| --------------- | ---- | ---- | ---- | ---- | ---- | ---- | ---- |
| Джиро д’Италия  | —    | —    | НФ   | —    | —    | —    | 131  |
| Тур де Франс    | —    | —    | —    | —    | —    | —    | —    |
| Вуэльта Испании | 166  | 135  | 147  | НФ   | —    | —    | 151  |

| —  | Не участвовал  |
| НФ | Не финишировал |